# Велике Візеу
Велике Візеу — міська агломерація в Португалії, що включає в себе місто Візеу та прилеглі до нього промислові міста-супутники. Ця агломерація має певну адміністративну автономію. 
Населення — близько 350 тис. осіб. 

## Склад
У Велике Візеу входять такі громади: 
1. Агіар-да-Бейра
2. Візеу
3. Віла-Нова-ді-Пайва
4. Возель
5. Говейя
6. Каррегал-ду-Сал
7. Каштру-Дайре
8. Мангуалде
9. Моімента-да-Бейра
10. Нелаш
11. Олівейра-ді-Фрадеш
12. Пеналва-ду-Каштелу
13. Пенедону
14. Сан-Педру-ду-Сул
15. Санта-Комба-Даний
16. Сатан
17. Сейя
18. Сернансельє
19. Тарок
20. Тондела
21. Форнуш-ді-Алгодреш